# Taste of Love
| Совокупная оценка | Совокупная оценка |
| Источник          | Оценка            |
| ----------------- | ----------------- |
| Metacritic        | 77/100            |
| Оценки критиков   |                   |
| Источник          | Оценка            |
| AllMusic          | [ 2 ]             |
| Beats Per Minute  | 75%               |
| IZM               | [ 4 ]             |
| NME               | [ 5 ]             |
| Pitchfork         | 7.3/10            |
| PopMatters        | 6/10              |

Taste of Love — десятый мини-альбом южнокорейской гёрл-группы Twice. Выпущен 11 июня 2021 года в форматах цифровой дистрибуции и компакт-диска лейблами JYP Entertainment и Republic Records. Состоит из шести песен, включая заглавный сингл «Alcohol-Free».

## История
19 апреля 2021 года Twice сообщили, что находятся на финальной стадии записи нового мини-альбома, выпуск которого запланирован на июнь. Также девушки поделились планами снять музыкальный клип на одну из песен альбома.

### Выпуск
9 июня группа предварительно выпустила заглавный сингл «Alcohol-Free» на стриминговых площадках и музыкальный клип к нему на YouTube.
Мини-альбом был выпущен 11 июня 2021 года повсеместно, на всех стриминговых площадках.

## Список композиций
| №                   | Название            | Текст песни                | Музыка                                                           | Аранжировка                           | Длительность |
| ------------------- | ------------------- | -------------------------- | ---------------------------------------------------------------- | ------------------------------------- | ------------ |
| 1.                  | «Alcohol-Free»      | J. Y. Park "The Asiansoul" | J. Y. Park "The Asiansoul"                                       | J. Y. Park "The Asiansoul" Ли Хэ Соль | 3:30         |
| 2.                  | «First Time»        | Пак Чихё                   | Рик Паркхаус Джордж Тиззард Джейд Терлволл Софи "Frances" Кук    | Red Triangle                          | 3:02         |
| 3.                  | «Scandal»           | Ким Дахён                  | Кристоффер Томмербакке Эрик Смааланд Алида Гарпестад Пек         | Эрик Смааланд Кристоффер Томмербакке  | 2:43         |
| 4.                  | «Conversation»      | Минатодзаки Сана           | Крис Мирс Робби Макдэйд Раввин Джеймс                            | Bloodline                             | 2:27         |
| 5.                  | «Baby Blue Love»    | Им Наён                    | Карен Пул Анна Джудит Вик Ронни Видар Свендсен Нермин Харамбашич | Ронни Видар Свендсен                  | 2:46         |
| 6.                  | «SOS»               | Ким Дахён                  | Ли Хёндо Хлоя Латимер Glow                                       | Ли Хёндо                              | 2:53         |
| Общая длительность: | Общая длительность: | Общая длительность:        | Общая длительность:                                              | Общая длительность:                   | 17:21        |

| №                   | Название                         | Текст песни                               | Музыка                                                       | Аранжировка         | Длительность |
| ------------------- | -------------------------------- | ----------------------------------------- | ------------------------------------------------------------ | ------------------- | ------------ |
| 7.                  | «Cry for Me» (Английская версия) | София Пэ Heize J. Y. Park "The Asiansoul" | Райан Теддер Мелани Фонтана Мишель "Lindgren" Шульц A Wright | Lindgren            | 3:24         |
| Общая длительность: | Общая длительность:              | Общая длительность:                       | Общая длительность:                                          | Общая длительность: | 20:45        |

## Продажи и сертификации
| Регион           | Сертификация | Число продаж |
| ---------------- | ------------ | ------------ |
| Япония           | н/д          | 61 760+      |
| Республика Корея | 2xплатиновый | 559 093+     |
| США              | н/д          | 43 000+      |

## Награды и номинации
| Год  | Премия                              | Категория | Результат |
| ---- | ----------------------------------- | --------- | --------- |
| 2022 | 36-я церемония «Golden Disk Awards» | Бонсан    | Номинация |

## Чарты

### Итоговые ежегодные чарты
| Чарты (2021)            | Позиция |
| ----------------------- | ------- |
| Япония (Oricon)         | 49      |
| Республика Корея (Gaon) | 24      |
| США (Billboard)         | 15      |

## История релиза
| Регион | Дата         | Формат                                     | Лейбл        | Прим.         |
| ------ | ------------ | ------------------------------------------ | ------------ | ------------- |
| Мир    | 11 июня 2021 | Компакт-диск цифровая дистрибуция стриминг | JYP Republic | [ 22 ] [ 23 ] |